# Ángela Cano
Ángela Patricia Cano es una actriz colombiana de cine, teatro y televisión, reconocida por su participación en series de televisión como Frontera verde, La reina del flow, Ritmo salvaje y Secuestro del vuelo 601.

## Carrera
Proveniente de El Carmen de Viboral, Antioquia y formada en artes escénicas en la Universidad de Antioquia, Cano logró repercusión en su país luego de protagonizar el papel de la aborigen amazónica Ushe en la miniserie Frontera verde, estrenada en la plataforma de Netflix en 2019. Su desempeño la llevó a ganar un Premio India Catalina en la categoría de actor o actriz revelación del año de telenovela o serie.
Dos años después interpretó el papel de la sicaria Dina en el seriado La reina del flow de Caracol Televisión. En 2022 actuó en el papel de Ximena en Ritmo salvaje, serie que se transmitió por Caracol y Netflix, y protagonizó junto a Fredy Morales y Tatán Mejía el filme Devil's Breath de Jorge Monteallegre. El mismo año participó en la miniserie Soy María Villa, en el rol de Lola.
En 2023 interpretó los papeles de Sofía Larrea y de Alicia en la serie de Netflix Pálpito y en el largometraje Los iniciados, y un año después encarnó a Bárbara, una azafata que debe enfrentar el rapto de una aeronave en la serie de Netflix Secuestro del vuelo 601.

## Filmografía

### Televisión
| Año  | Título                  | Personaje                     | Rol                                                       | Canal              |
| ---- | ----------------------- | ----------------------------- | --------------------------------------------------------- | ------------------ |
| 2019 | Frontera verde          | Ushe                          | Elenco principal; 8 episodios; Miniserie                  | Netflix            |
| 2021 | La reina del flow       | Denise Carlina «Dina» Vásquez | Elenco recurrente (Temporada 2); 13 episodios; Telenovela | Caracol Televisión |
| 2022 | Ritmo salvaje           | Ximena                        | Elenco principal; 8 episodios; Miniserie                  | Netflix            |
| 2022 | Soy María Villa         | Lola                          | Elenco principal; 6 episodios; Miniserie                  | Señal Colombia     |
| 2023 | Pálpito                 | Sofía Larrea                  | Elenco recurrente (Temporada 2); 5 episodios; Serie TV    | Netflix            |
| 2024 | Secuestro del vuelo 601 | María Eugenia "Bárbara" Gallo | Elenco principal; 6 episodios; Miniserie                  | Netflix            |
| 2025 | Delirio                 | Jenny                         | Participación especial; 2 episodios; Miniserie            | Netflix            |

### Cine
| Año  | Título                       | Papel  | Notas |
| ---- | ---------------------------- | ------ | ----- |
| 2022 | Devil's Breath               | Ana    |       |
| 2023 | Los iniciados                | Alicia |       |
| 2024 | Pimpinero: Sangre y gasolina | Wendy  |       |

## Premios y reconocimientos
| Año  | Evento                 | Categoría                                               | Resultado | Ref.  |
| ---- | ---------------------- | ------------------------------------------------------- | --------- | ----- |
| 2020 | Premios India Catalina | Actriz o actor revelación del año de telenovela o serie | Ganadora  | [ 4 ] |